# Gargara sindellus
Gargara sindellus är en insektsart som beskrevs av Mohammad och S. Ahmad 1993. Gargara sindellus ingår i släktet Gargara och familjen hornstritar. Inga underarter finns listade i Catalogue of Life.